# Marta Angelat i Grau
Marta Angelat i Grau (Barcelona, 1953) és una actriu de teatre i de doblatge, i directora d'escena catalana.

## Trajectòria professional

### Teatre
- 1974. El criat de dos amos de Carlo Goldoni. Versió de Joan Oliver.
- 1976. Mandarina mecánica. Espectacle de cabaret estrenat al Cal·líope de Barcelona.
- 2002. El Clavicèmbal de Dani Salgado. Estrenada al Teatre Nacional de Catalunya. Direcció de Lourdes Barba.
- 2005. La cabra o qui és Sylvia? d'Edward Albee. Direcció de Josep Maria Pou.
- 2013. Sí, primer ministre d'Antony Jay i Jonathan Lynn. Direcció d'Abel Folk.

El 2022 es va estrenar en el gènere del monòleg amb Vides de gos.

### Televisió
- 1994-1999. Estació d'enllaç. Fina
- 2011. Polseres Vermelles. Dra. Andrade.
- 2012. Gran Nord. Laura Pallars
- 2017-actualitat. Com si fos ahir. Joana[3]

Directora
- 2004. La cinta de Stephen Belber. Estrenada a la Sala Muntaner.
- 2010. Històries d'un matrimoni i Sarabanda. d'Ingmar Bergman. Estrenada al Teatre Nacional de Catalunya.[4]
- 2010 Londres (Paret Marina/T5)[5]

### Doblatge
Com a actriu de doblatge, Marta Angelat va començar amb vora nou anys. Un dels seus primers papers va ser en castellà fent el nen Michael Banks a Mary Poppins. El primer estudi on va doblar amb assiduïtat va ser La Veu d'Espanya. En català es va doblar per primer cop a Verd madur.
Ha posat veu a Rita Hayworth (per exemple, a Gilda), Cher (a Burlesque), Olivia Newton-John (a Grease), Emma Thompson (a Molt soroll per no res en el paper de Beatrice), Jane Fonda, Anjelica Huston i Geena Davis, entre d'altres. Un dels seus personatges destacats ha sigut el de Petúnia Dursley a la saga de Harry Potter.
Va ser presidenta de l'associació catalana de doblatge APADECA, quan va coordinar la vaga sectorial del 1993.
Ha dirigit diferents doblatges, sobretot en castellà: Filadèlfia, El piano, Sentit i sensibilitat. Va dirigir el doblatge al català de la pel·lícula Sinatra protagonitzada per Alfredo Landa.

## Vida personal
Filla de Josep Maria Angelat i germana de Xavier Angelat, tots dos també actors.